# Ángel Gómez Fuentes
Ángel Gómez Fuentes (El Toboso, Toledo; 1950) es un periodista español.

## Trayectoria
Licenciado en Filosofía y Letras por la Facultad de Filología (Universidad Complutense de Madrid) y titulado en periodismo por la Escuela Oficial de la Iglesia de Madrid. 
Comenzó a trabajar en El Correo de Andalucía de Sevilla y en 1975 ingresó por oposición en Radio Nacional de España; en esa emisora, además de ejercer como corresponal en París, Londres y Nueva York, fue responsable del programa Diario de la tarde.
En 1987 pasa a Televisión Española, siendo destinado a Roma como corresponsal ante Italia y el Vaticano. Permanece tres años en ese puesto, hasta que en 1990 es trasladado a la corresponsalía en Nueva York. En 1995 regresa a Roma y conduce la corresponsalía de TVE en Roma durante once años más, hasta 2006, cuando es destinado a París.
En 2008, tras 33 años en los medios de comunicación públicos de España, abandona RTVE. Se instaló definitivamente en Roma para dirigir una empresa de comunicación. Desde 2010 es corresponsal en Roma del diario ABC.